# 5542 Моффатт
5542 Моффатт (5542 Moffatt) — астероїд головного поясу, відкритий 6 серпня 1978 року.
Тіссеранів параметр щодо Юпітера — 3,350.